# West Challow
West Challow – wieś i civil parish w Anglii, w Oxfordshire, w dystrykcie Vale of White Horse. W 2011 roku civil parish liczyła 184 mieszkańców. West Challow jest wspomniana w Domesday Book (1086) jako Ceveslane.